# Nichole Ayers
Nichole "Vapor" Ayers é uma Major da Força Aérea dos Estados Unidos e astronauta da NASA. Ela atualmente mora em Colorado Springs.

## Educação
Nichole Ayers formou-se na Woodland Park High School [en] em Woodland Park. Posteriormente ela atendeu na Academia da Força Aérea dos Estados Unidos, onde formou-se com um bacharelado em matemática em 2011. Depois ela veio a conseguir um mestrado em matemática computacional e aplicada da Universidade Rice em 2013.

## Carreira
Em 2014, Nichole Ayers completou seu treino de aviadora e voou no T-38 para um esquadrão adversário na Base da Força Aérea de Langley [en]. Posteriormente, ela tornou-se uma instrutora de voo, provendo treinamento no F-22 em Langley. Em 2012, Ayers completou seu treinamento para o F-22 e atualmente serve como instrutora de voo desta aeronave. Ayers marcou mais de 200 horas de voo na Operation Inherent Resolve [en].

## NASA
No dia 6 de dezembro de 2021 ela foi revelada como parte do Grupo 23 de Astronautas da NASA. No dia 5 de março de 2024, foi oficializada como astronauta da NASA.